# Andrej Babiš

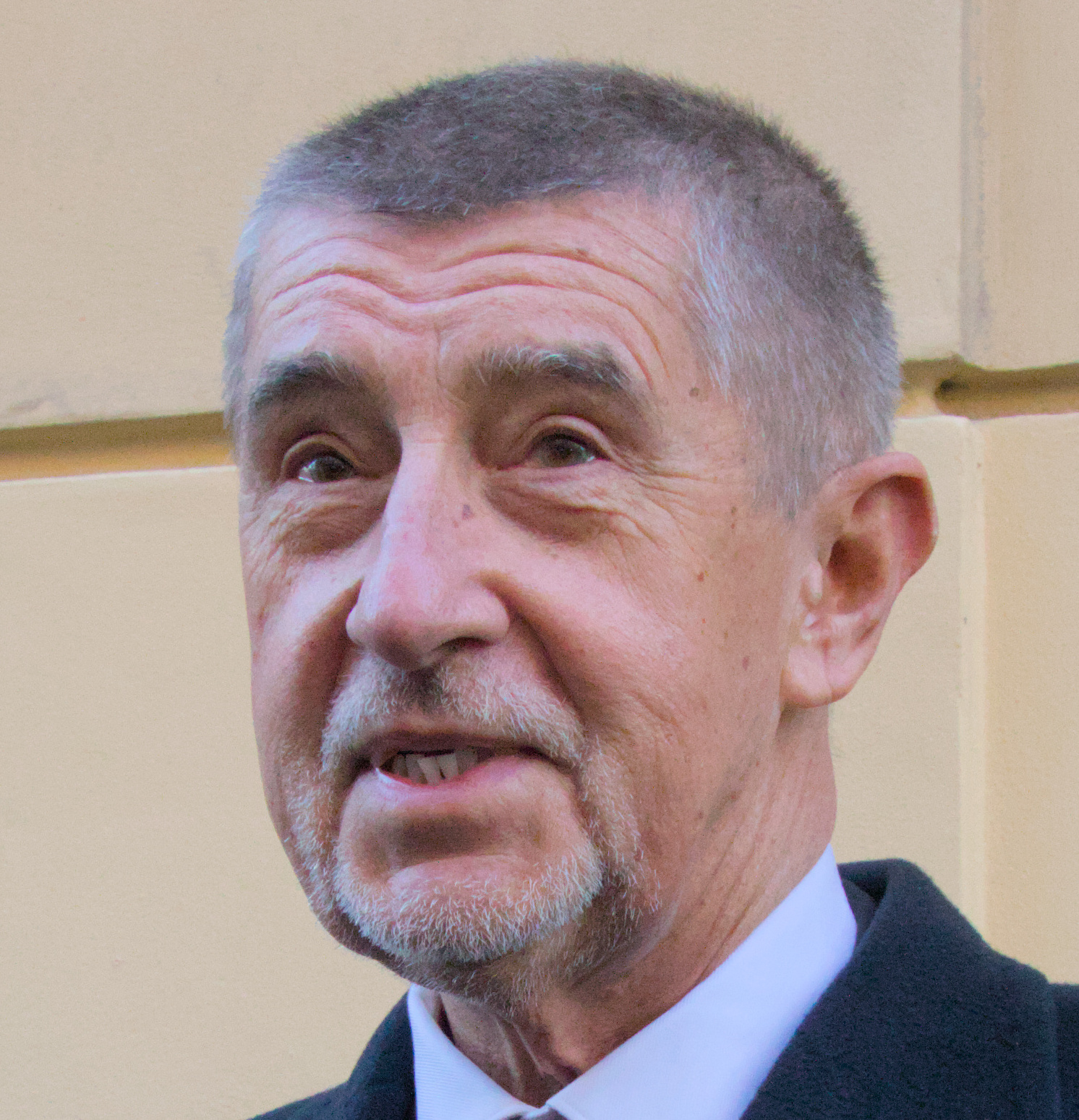
Andrej Babiš (2023)

Andrej Babiš [ˈandrɛj ˈbabɪʃ] (* 2. September 1954 in Bratislava) ist ein tschechischer Unternehmer und Politiker slowakischer Herkunft. Vom 13. Dezember 2017 bis 17. Dezember 2021 war er Ministerpräsident Tschechiens.
Babiš ist laut dem Nachrichtenmagazin Týden mit einem Vermögen von 115 bis 140 Mrd. Kronen a) der zweitreichste Bürger des Landes und Gründer der Holdinggesellschaft Agrofert. Mit der politischen Protestbewegung ANO 2011 stieg Babiš in die Politik ein und wurde 2014 Finanzminister im Kabinett Bohuslav Sobotka. Nach seiner Abberufung am 24. Mai 2017 wegen Verdachts auf Steuerbetrug und Beeinflussung von Medien gewann ANO die Abgeordnetenhauswahl im Oktober 2017 deutlich. Nach Bildung einer Minderheitsregierung und langwierigen Regierungsverhandlungen sprach das Abgeordnetenhaus dem zweiten Kabinett Babiš am 12. Juli 2018 das Vertrauen aus. Bei den Wahlen 2021 landete ANO auf dem zweiten Platz und Babiš wechselte in die Opposition. Bei der Präsidentschaftswahl im Januar 2023 unterlag Babiš in der Stichwahl dem parteilosen Kandidaten Petr Pavel.
Wegen des Verdachts des Subventionsbetrugs, der Förderung seiner Unternehmen durch EU-Gelder, als er Finanzminister war, und wegen seiner Geschäfte mit Briefkastenfirmen, wie sie durch die Pandora-Papers bekannt wurden, steht Andrej Babiš bei vielen im Ruf der Korruption. Im Januar 2023 wurde er in einem Fall gerichtlich freigesprochen.

## Leben
Sein Vater Štefan Babiš war im tschechoslowakischen Außenhandel tätig und Diplomat, weswegen Babiš einen Teil seiner Kindheit in Paris und in Genf verbrachte. Sein Vater stammte aus Hlohovec (Slowakei), seine Mutter Adriana Babišová, geborene Scheibnerová, war Karpatendeutsche aus Jassinja (heute Ukraine). Ihre Familie wanderte hierhin Anfang des 19. Jahrhunderts aus der Mittelslowakei ein. Nach der Matura 1974 in Genf studierte Andrej Babiš bis 1978 an der Fakultät für Handel der Wirtschaftsuniversität Bratislava und arbeitete anschließend für die Chemapol Bratislava. 1978 wurde er Kandidat und 1980 Mitglied der Kommunistischen Partei der Tschechoslowakei (KSČ). 1985 wurde Babiš für das staatliche Außenhandelsunternehmen Petrimex nach Marokko entsandt, von wo er nach der Samtenen Revolution 1991 nach Prag zurückkehrte.
Babiš ist zum zweiten Mal verheiratet und hat je zwei Kinder aus erster und zweiter Ehe. Im April 2024 gab er die Trennung von seiner zweiten Ehefrau Monika bekannt.

### Unternehmer

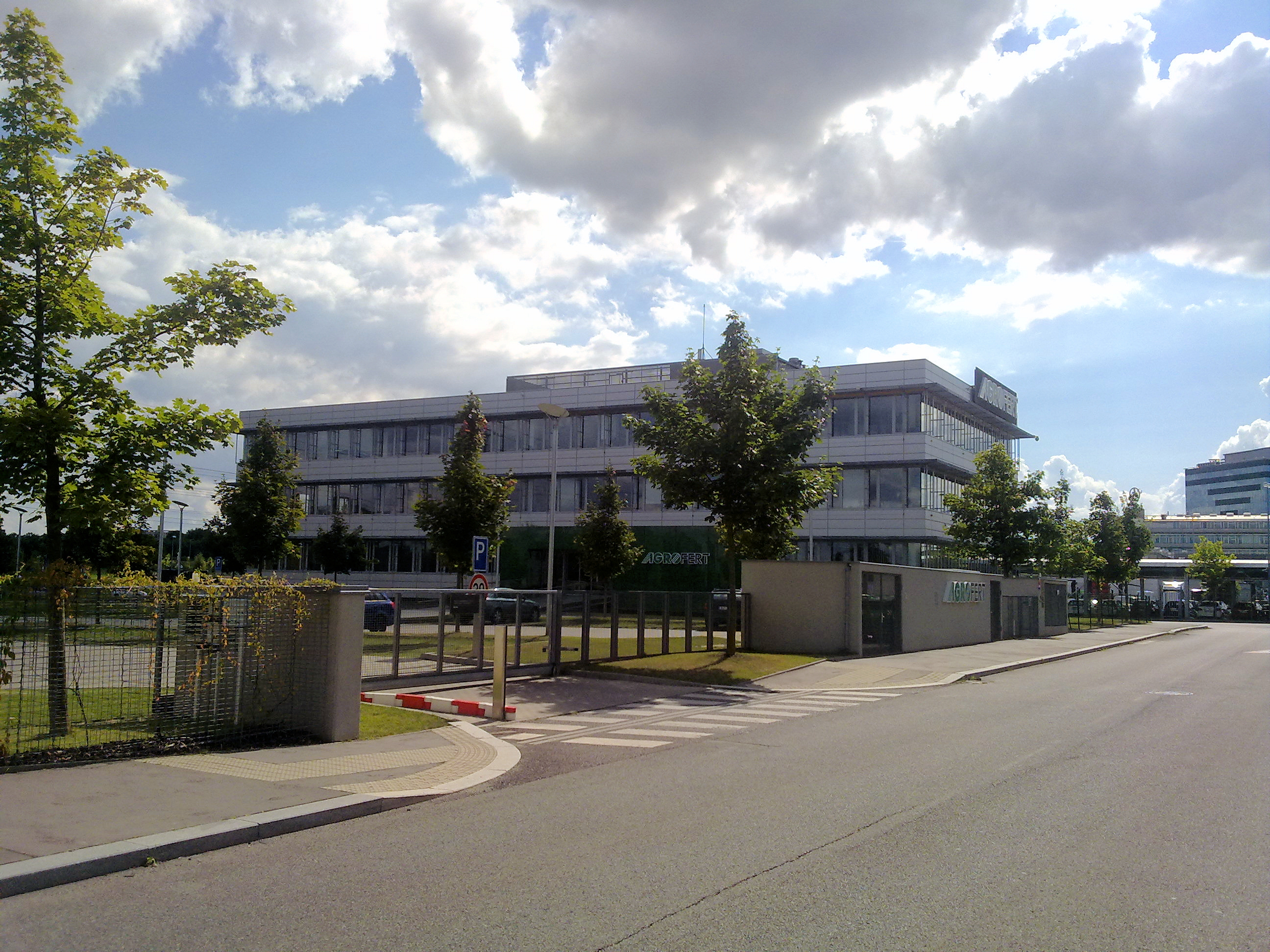
Hauptquartier von AGROFERT a.s. im Prager Stadtteil Chodov

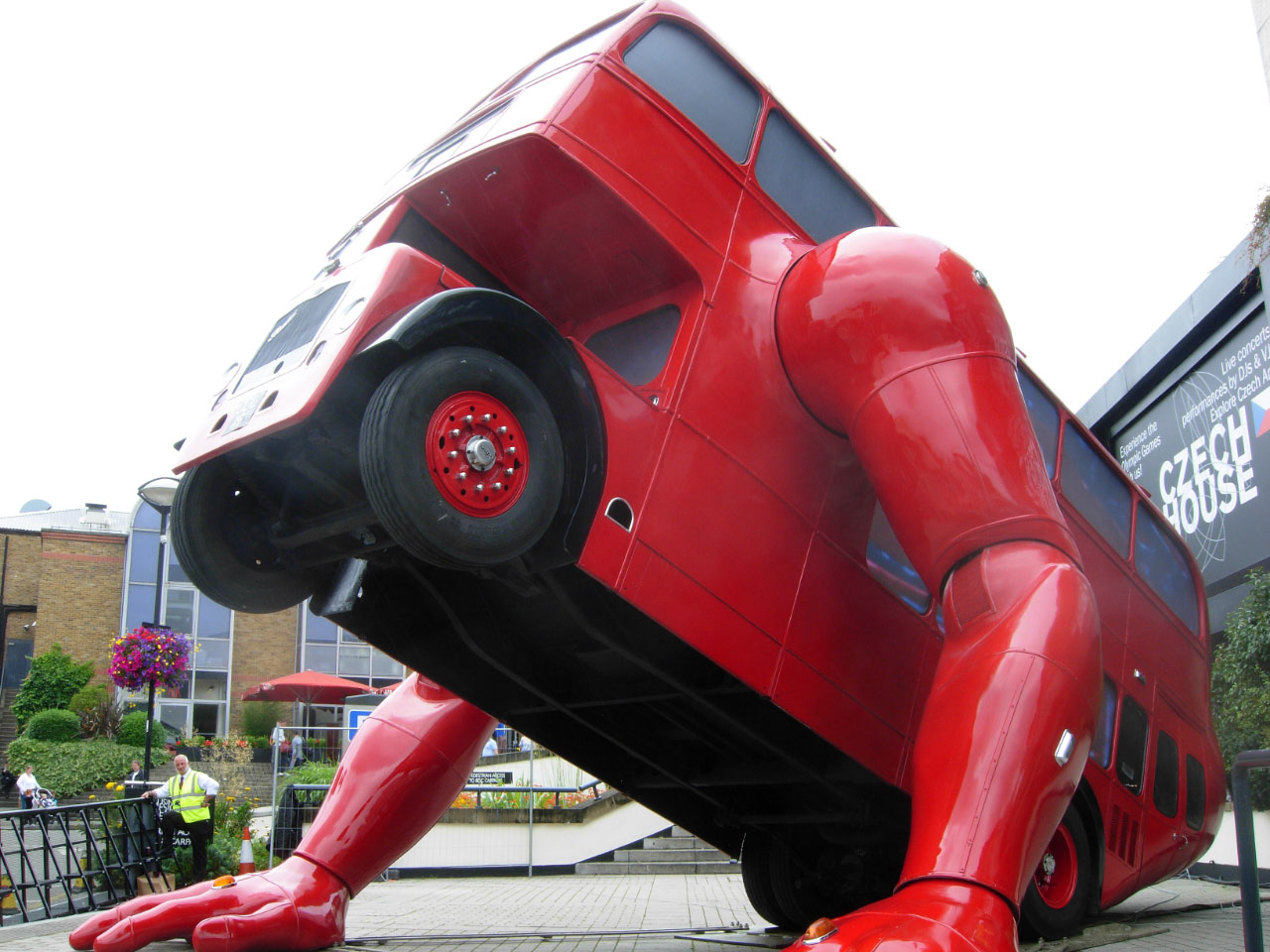
Der von Babiš gesponserte London Booster des tschechischen Künstlers David Černý befindet sich seit den Olympischen Spielen 2012 vor dem Agrofert-Hauptquartier in Prag

Kurz nach seiner Rückkehr aus Marokko und der Auflösung der Tschechoslowakischen Föderativen Republik gründeten die Petrimex unter Außenamtsstaatssekretär Anton Rakický und Babiš mit Krediten der US-amerikanischen Citibank die Holdinggesellschaft Agrofert, deren Direktor Babiš 1993 wurde. Laut die tageszeitung behauptet Babiš, dass es alte Freunde aus Schweizer Zeiten gewesen seien, die mit einer Firma namens Ost Finanz und Investment AG (O.F.I.) 1995 bei Agrofert einstiegen und er das Unternehmen so übernehmen konnte. Unter seiner Leitung entwickelte sich Agrofert schnell zu einem der führenden Unternehmen der tschechischen Agrar-, Chemie- und Lebensmittelindustrie und expandierte massiv ins Ausland. 2011 besaß Agrofert über 230 Tochterunternehmen und ist heute viertgrößter Konzern Tschechiens.
Seit 2006 ist Agrofert Alleineigentümer des deutschen Agrochemie-Unternehmens SKW Piesteritz. Anfang 2013 übernahm Agrofert die deutsche Großbäckerei Lieken AG (mit den Marken Golden Toast und Lieken Urkorn) von Barilla.
Eine Tochtergesellschaft von Babiš’ Agrofert, die AGF Media a.s., übernahm Ende Juni 2013 das Medienunternehmen MAFRA von der Rheinischen Post, welches u. a. die tschechischen Tageszeitungen Mladá fronta Dnes, Lidové noviny und die Gratis-Zeitung Metro herausgibt und an Internetportalen, privaten Fernsehsendern und Druckereien beteiligt ist. Der Verkauf wurde im August genehmigt und kurz vor der Wahl im Oktober 2013 vom tschechischen Kartellamt genehmigt.
Das Magazin Forbes führte Babiš im November 2015 als „reichsten Slowaken“.

### Politiker

#### Parteigründung und Finanzminister
Im November 2011 gründete Babiš die Partei ANO 2011 (deutsch „Ja“ und zugleich das Akronym für „Aktion unzufriedener Bürger“, tschechisch Akce nespokojených občanů, die Vorläuferin der ANO-Partei), die bei der vorgezogenen Abgeordnetenhauswahl 2013 mit 18,65 % zweitstärkste Kraft im Abgeordnetenhaus wurde. Babiš trat als Spitzenkandidat seiner Partei in der Hauptstadt Prag an. Die Sozialdemokraten (ČSSD) unter Bohuslav Sobotka einigten sich auf eine Koalitionsregierung mit ANO und den Christdemokraten (KDU-ČSL) eine Koalitionsregierung, in welcher Babiš ab dem 29. Januar 2014 Finanzminister und erster stellvertretender Ministerpräsident war.
Am 2. Mai 2017 kündigte Ministerpräsident Sobotka aufgrund von Steuerbetrugsvorwürfen gegen Babiš den Rücktritt seiner Regierung an. Da Präsident Miloš Zeman andeutete, nur Sobotkas Rücktritt, nicht jedoch den der gesamten Regierung anzunehmen, legte Sobotka dem Präsidenten schließlich nur die Entlassung Babiš' vor. Als neuer Finanzminister wurde Ivan Pilný (ANO) ernannt.

#### Ministerpräsident
Bei der Abgeordnetenhauswahl am 20./21. Oktober 2017 gewann die Partei ANO 2011 mit 29,64 % der abgegebenen Stimmen 78 von 200 Mandaten und wurde damit mit Abstand stärkste politische Kraft des Landes, obwohl Spitzenkandidat Babiš verdächtigt wurde, EU-Subventionen erschlichen zu haben. Die zweitstärkste Partei, die ODS, erhielt nur 11,32 %. Staatspräsident Miloš Zeman beauftragte Babiš mit der Regierungsbildung und vereidigte am 13. Dezember das Kabinett Andrej Babiš, bei dem es sich um eine Minderheitsregierung der Partei ANO mit bisher nicht ausverhandelter parlamentarischer Unterstützung handelte, da sich die anderen Parteien unter anderem aufgrund der Subventionsvorwürfe verweigerten zu koalieren.
Am 16. Januar 2018 verlor die Regierung die vorgeschriebene Vertrauensfrage, die gemäß der Verfassung spätestens 30 Tage nach der Ernennung erfolgen muss. Die 78 ANO-Abgeordneten sprachen Babiš das Vertrauen aus, 117 Abgeordnete stimmten dagegen. Daraufhin reichte Babiš den Rücktritt seiner Regierung ein. Präsident Zeman nahm diesen an und teilte noch am gleichen Tag mit, dass er Babiš noch eine weitere Chance für die Mehrheitsfindung einräume und es somit nicht zu Neuwahlen komme. Babiš hatte zuvor die Aufhebung seiner Immunität gefordert, um die gegen ihn erhobene Korruptionsvorwürfe ausräumen zu können. Das Parlament hob daraufhin seine Straffreiheit als Abgeordneter auf.

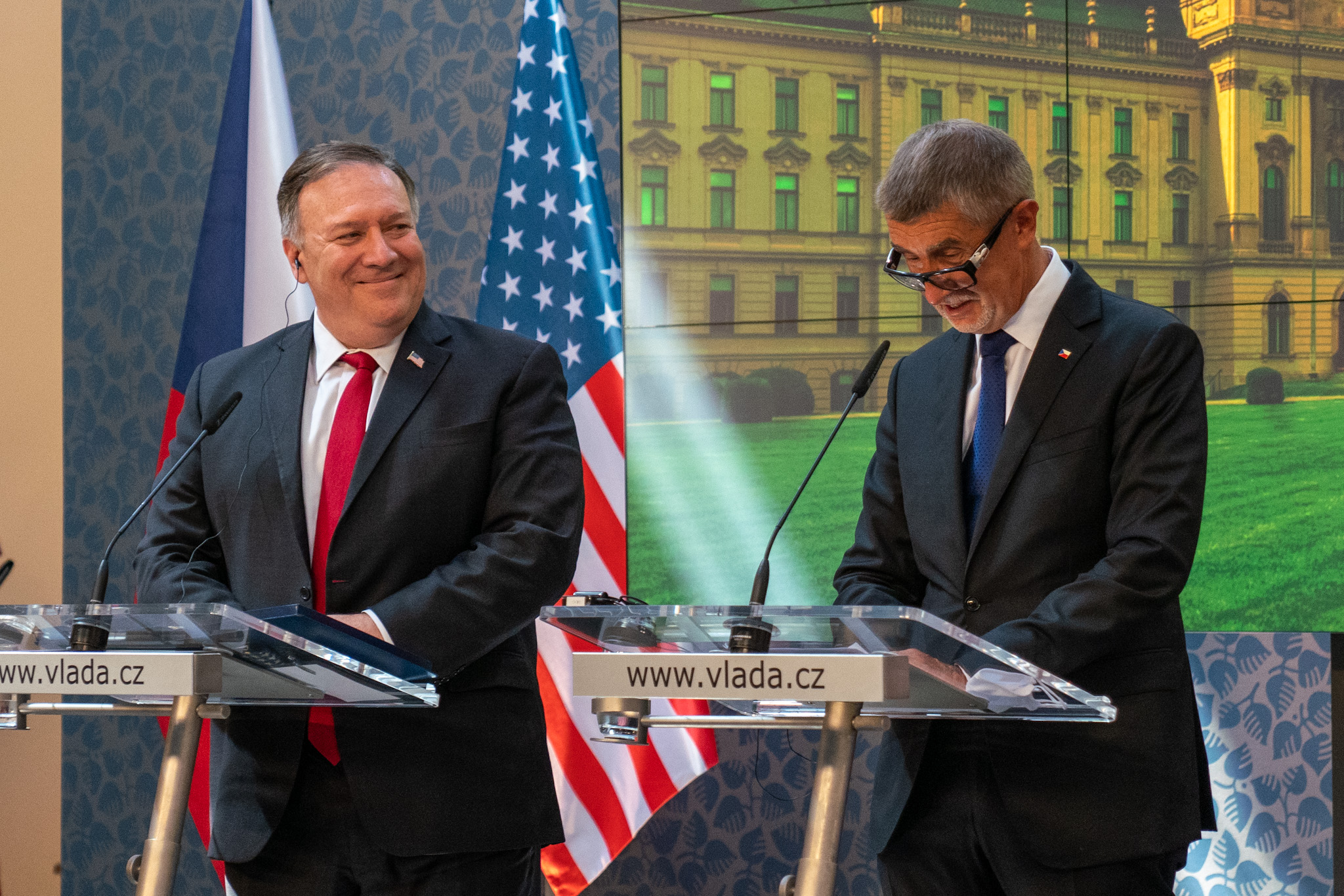
Babiš mit US-Außenminister Mike Pompeo

Nach erfolgreichen Verhandlungen mit dem Vorsitzenden der ČSSD Jan Hamáček wurde am 27. Juni 2018 die neue Koalitionsregierung angelobt. Die Minderheitsregierung stützt sich im Abgeordnetenhaus auf die Stimmen der Kommunisten (KSČM).
Am 26. Juni 2019 überstand Babiš eine wegen Korruptionsvorwürfen (siehe unten) von fünf Oppositionsparteien beantragte Misstrauensabstimmung im Parlament.

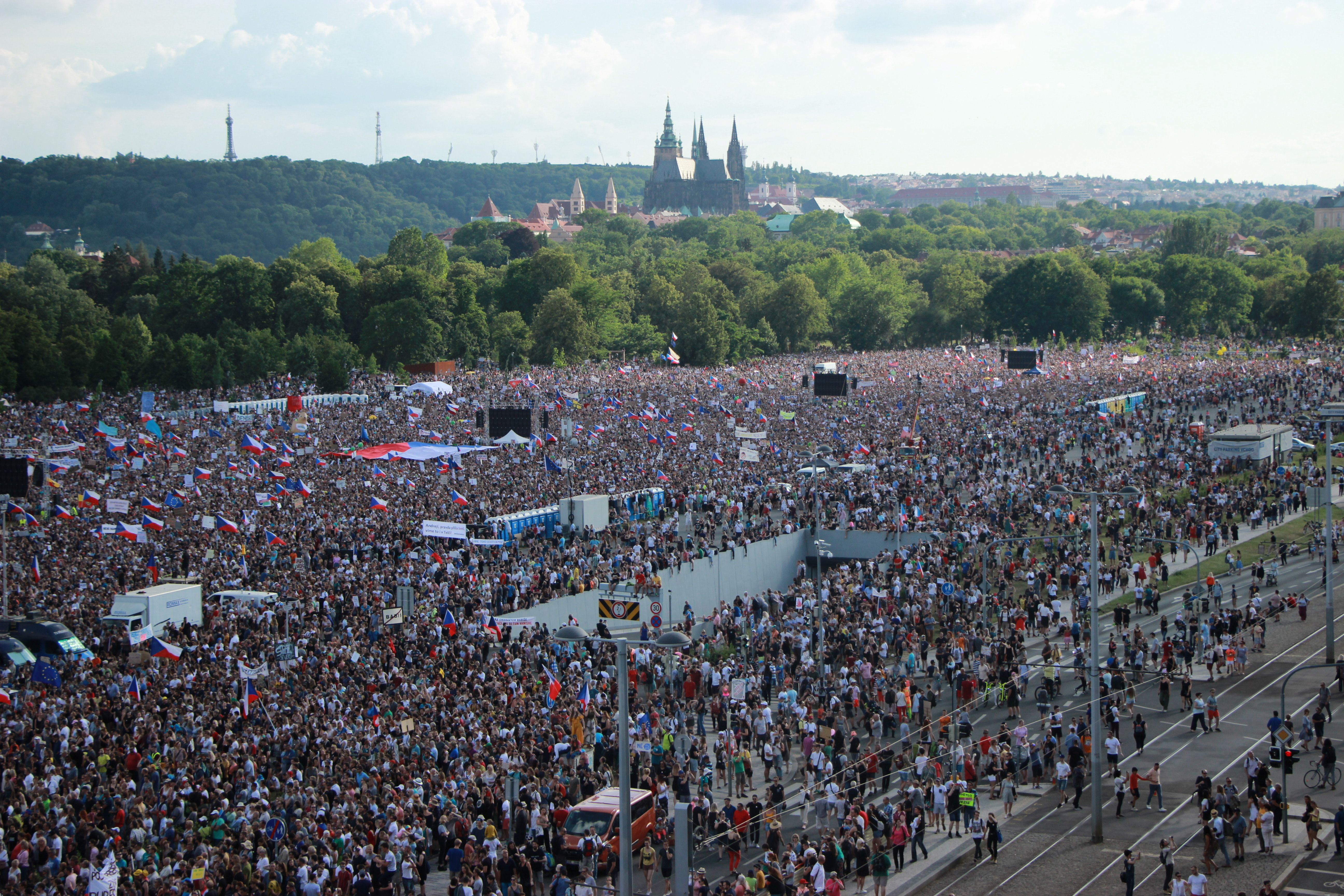
Demonstration auf dem Letná-Gelände in Prag 2019

Am 4. Juni 2019 forderten bis zu 120.000 Demonstranten auf dem Wenzelsplatz Babiš’ Rücktritt. Einige Wochen später, am 23. Juni 2019, protestierten bei der größten Demonstration in Prag seit 30 Jahren mindestens 250.000 Teilnehmer, die unabhängige Ermittlungen gegen Babiš sowie erneut seinen sofortigen Rücktritt forderten. Diese Demonstrationen führten zu keinem greifbaren Ergebnis auf der tschechischen politischen Bühne.
Auf den Ausbruch der COVID-19-Pandemie in Tschechien im März 2020 reagierte die Regierung mit weitgehenden Beschränkungen des öffentlichen Lebens. Galt Tschechien am Beginn der Pandemie noch als Musterland bei der Bekämpfung des Virus, stiegen die Infektionszahlen ab Mitte September 2020 am stärksten in Europa.
Anfang Juni 2021 überstand Babiš einen Misstrauensantrag, den die tschechische Opposition aufgrund der von der tschechischen Polizei empfohlenen Anklage im Zusammenhang mit dem Fall „Storchennest“ stellte.

#### Oppositionspolitiker
Bei den Wahlen zum Abgeordnetenhaus 2021 wurde er erneut zum Abgeordneten gewählt. Als Vorsitzender der größten Parlamentsfraktion ist er seit der Bildung des Kabinetts Fiala Oppositionsführer.
Am 30. Oktober 2022 gab Babiš bekannt, bei der Präsidentschaftswahl 2023 anzutreten. Am 4. November 2022 reichte er beim Innenministerium eine Kandidatenliste mit 56 Unterschriften von Abgeordneten der ANO-Bewegung ein und wurde in der Folge zum offiziellen Kandidaten der tschechischen Präsidentschaftswahlen 2023. Beim ersten Wahlgang am 13. und 14. Januar 2023 war er mit 35 Prozent der Stimmen zweitstärkster Kandidat. In der Stichwahl am 27. und 28. Januar erreichte er 41,7 Prozent der Stimmen und unterlag somit seinem Kontrahenten Petr Pavel deutlich.
Im März 2024 versandte Babiš eine E-Mail an einen Mitarbeiter, in der er den tschechischen Außenminister Jan Lipavský mit einem vulgären Ausdruck bezeichnete und persönliche Details über Lipavský und dessen Familie einforderte.

## Politische Positionen
Babiš stellt sich als Nicht-Politiker und Mann des Volkes dar. Innerhalb seiner Partei übt Babiš einen Führungsstil aus, den sein Zitat „Ich bezahle, also entscheide ich“ beschreibt, das er laut dem ehemaligen Parteimitglied Hana Greplová geäußert haben soll.
Zum nicht erfolgten Ausbau der tschechischen Autobahnen äußerte Babiš einst: „Eines Tages werden wir wahrscheinlich an dieser Demokratie zugrunde gehen. Wie sonst ist es zu erklären, dass Dachse, Öko-Terroristen, jeder Bürgermeister etwas bei dieser Autobahn zu sagen hat?“
Der tschechische Journalist Adam Drda bezeichnet Babiš als „populistischen Oligarch“. Balázs Jarábik, Europe’s Futures Fellow am IWM, bezeichnete Babiš einmal als „Inbegriff des Opportunisten“. Bei den Parlamentswahlen 2013 umwarb er rechte Wähler. Bei der Wahl 2017 gelang es ihm jedoch, linke Wähler von der Sozialdemokratischen Partei (ČSSD) und der Kommunistischen Partei Böhmens und Mährens (KSČM) zu gewinnen.

## Zusammenarbeit mit der tschechoslowakischen Staatssicherheit
Das slowakische Pendant zur Behörde des Bundesbeauftragten für die Stasi-Unterlagen (der sogenannten Gauck-Behörde), das Ústav pamäti národa, beschuldigte Babiš der Tätigkeit für die tschechoslowakische Staatssicherheit StB unter dem Decknamen „Bureš“. Nach den bisher zugänglich gemachten Dokumenten soll er die Funktion als informeller Agent von November 1982 bis 1985 ausgeübt haben, und zwar wissentlich (bereits ab 1980 als Vertrauensperson). Babiš hat jegliche Zusammenarbeit (ob wissentlich oder nicht) mit der Staatssicherheit resolut bestritten und das Ústav pamäti národa im Jahr 2013 verklagt.
Obwohl zwei sachkundige Institute und Behörden (slowakisches Ústav pamäti národa und tschechisches Ústav pro studium totalitních režimů) erklärten, die Dokumente für Babiš' StB-Zusammenarbeit seien als glaubwürdig einzustufen, hat das Kreisgericht Bratislava I im Juni 2014 befunden, dass Babiš in der StB-Mitarbeiterdatenbank zu Unrecht registriert worden war, wogegen das Ústav pamäti národa eine Berufung einreichte. Zwei folgende Berufsinstanzen bestätigten dieses Urteil: das Bezirksgericht in Bratislava 2015 sowie das Oberste Gericht der Slowakischen Republik 2017. Erst die nächste Berufung brachte eine Wende: Das slowakische Verfassungsgericht hob im Oktober 2017 die vorherigen Urteile auf und delegierte den Fall zu einer neuen Verhandlung an das Bezirksgericht Bratislava. Am 30. Januar 2018 hat dann schließlich das Bezirksgericht Bratislava, übereinstimmend mit dem Verfassungsgericht, Babiš' Anklage gegen das Ústav pamäti národa letztinstanzlich verworfen und die Eintragung Babiš' in den Verzeichnissen der Mitarbeiter der Staatssicherheit StB somit als begründet bestätigt.

## Korruption

### Fall „Storchennest“
Untersuchungen der tschechischen Polizei sowie des Europäischen Amtes für Betrugsbekämpfung (OLAF) ergaben Anhaltspunkte, dass Andrej Babiš im Jahre 2008 möglicherweise Fördersummen für den Bau des Ferienresorts „Storchennest“ („Čapí hnízdo“) erschlichen habe. Die Summe betrug 50 Mio. Kronen (nach anderen Angaben 42 Mio. Kronen), d. h. weniger als 2 Mio. Euro, und stammte aus EU-Fonds für kleine Unternehmen. Die Firma war zu diesem Zweck ausgegliedert worden, ist aber mittlerweile wieder im Konzernbesitz. 

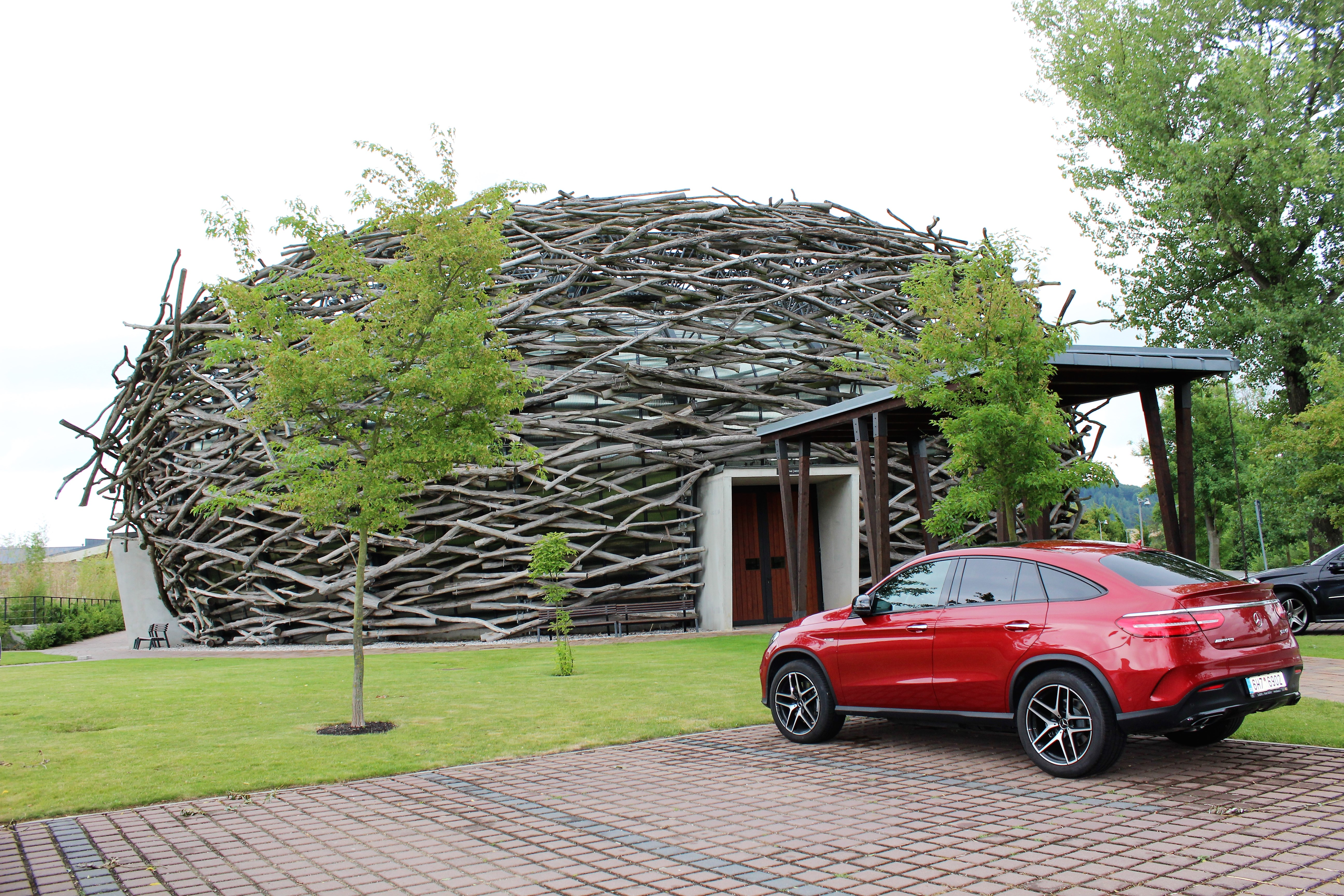
Das Resort „Storchennest“ in Olbramovice bei Benešov

Am 6. September 2017 stimmten 123 von 134 Abgeordneten dafür, Babiš seine parlamentarische Immunität abzuerkennen. Damit konnte der Verdacht auf Subventionsbetrug in Höhe von etwa zwei Millionen Euro (50 Millionen Tschechische Kronen) beim Bau des Ferienresorts „Storchennest“ („Čapí hnízdo“) für eine relativ kurze Zeit verfolgt werden. Durch seine erneute Wahl als Abgeordneter im Parlament bei der Wahl am 20./21. Oktober 2017 erlangte Babiš erneut Immunität. Babiš hatte am 16. Januar 2018 eine Vertrauensfrage verloren und forderte zuvor erneut die Aberkennung seiner Immunität, um die gegen ihn erhobene Korruptionsvorwürfe ausräumen zu können.
Laut Medienberichten behauptete Babiš' 35-jähriger Sohn Andrej Babiš jr. im November 2018, Mitarbeiter seines Vaters hätten ihn gegen seinen Willen auf die Halbinsel Krim gebracht. Damit solle verhindert werden, dass er von der tschechischen Polizei zu den gegen seinen Vater erhobenen Betrugsvorwürfen im Zusammenhang mit dem Fall „Storchennest“ befragt werde. Er warf seinem Vater vor, ihn gegen seinen Willen außer Landes gebracht zu haben, um Ermittlungen wegen mutmaßlichen Subventionsbetrugs zu behindern.
Am 31. Mai 2021 empfahl die tschechische Polizei eine Anklage, die am 21. März 2022 erhoben wurde. Das Gerichtsverfahren wurde am 12. September 2022 eröffnet. Am 9. Januar 2023 sprach das Prager Stadtgericht zunächst Babiš vom Vorwurf frei, EU-Subventionsgelder für den Bau des „Storchennest“ erschlichen zu haben. Dieser Freispruch wurde am 15. November 2023 aufgehoben und der Fall muss neu verhandelt werden.

### Interessenskonflikte bei der Vergabe von EU-Geldern
Zwischen 2004 und 2013 erhielt Agrofert in Tschechien etwa 160 Millionen Euro Fördergelder der Europäischen Union. 2014 und 2015, in der Zeit als Andrej Babiš Finanzminister war, bekam das Unternehmen insgesamt 92 Millionen Euro. Insbesondere die Zunahme um 50 % in seinem ersten Amtsjahr, aber auch der damit verbundene Interessenskonflikt, sind in der Diskussion.
Ende Mai 2019 wurde aus einem vorläufigen Rechnungsprüfungsbericht der EU-Kommission bekannt, dass bis zu 17,4 Millionen Euro aus den europäischen Sozial-, Kohäsions- und Regionalfonds zurückgefordert werden könnten, die an Firmen der Agrofert-Holding gezahlt worden waren. Unter anderem heißt es darin „Die unparteiische und objektive Ausübung der Regierungsämter durch Herrn Babiš war beeinträchtigt“. Auch werden seit Dezember 2018 keine Agrarsubventionen mehr an den Konzern ausgezahlt. Begründet wird beides damit, dass der Gründer Andrej Babiš als Finanzminister und später als Ministerpräsident Tschechiens Einfluss auf die Vergabe dieser Gelder hat. Auch nachdem er seine Anteile an dem Unternehmen 2017 in private Treuhandfonds überführt hatte, seien Interessenskonflikte nicht auszuschließen, da Babiš die leitenden Personen der zwei Fonds (seine Ehefrau ist dabei lediglich sog. Protektorin) selbst bestellt hat und sie jederzeit abberufen kann. Entgegen der Eigentumsgarantie der tschechischen Verfassung wird darüber hinaus verschiedentlich beanstandet, dass Babiš nach seinem späteren Ausscheiden aus der Politik wieder Eigentümer von Agrofert wird. Anfang Juni 2019 nahm der oberste Staatsanwalt die strafrechtlichen Ermittlungen gegen Babiš ohne hinreichende Begründung wieder auf, nachdem diese von einer niedrigeren Instanz der Staatsanwaltschaft zwischenzeitlich mangels Beweisen eingestellt worden waren.

### Pandora Papers
Aus den im Oktober 2021 veröffentlichen Pandora Papers geht hervor, dass Babiš im Jahr 2009 über ein kompliziertes Firmengeflecht aus mindestens drei Briefkastenfirmen ein drei Hektar großes Grundstück und ein Herrenhaus an der Côte d’Azur in Frankreich kaufen ließ. Babiš verweigerte zunächst eine Angabe zu dem Geschäft und erklärte dann auf Twitter, es handelte sich um einen Verleumdungsversuch zur Beeinflussung der Wahl. „Ich habe nie etwas Illegales oder Falsches getan“, schrieb Babiš.
Nach einem Urteil des Prager Kreisgerichts im August 2023 musste sich Babiš für das Veröffentlichen eines unwahren Facebook-Beitrags zu einer Journalistin entschuldigen, die zuvor über Babiš und die Pandora Papers geschrieben hatte.

## Fernsehbeiträge
- ZDF 19. Mai 2019: Betrügen leicht gemacht – Wie EU-Gelder in Osteuropa versickern (28 min) – Film von Britta Hilpert und Eva Schiller. Wie Andrej Babis, Viktor Orbán und Liviu Dragnea EU-Gelder für sich nutzen, am Rande oder jenseits der Legalität